# انریکه ساباری
انریکه ساباری (اسپانیایی: Enrique Sabari‎؛ زادهٔ ۲۵ مهٔ ۱۹۶۵) وزنه‌بردار اهل کوبا بود. وی در بازی‌های المپیک تابستانی ۱۹۹۶ شرکت کرده‌است.